# Cybaeus signatus
Cybaeus signatus är en spindelart som beskrevs av Eugen von Keyserling 1881. Cybaeus signatus ingår i släktet Cybaeus och familjen vattenspindlar.
Artens utbredningsområde är Peru. Inga underarter finns listade i Catalogue of Life.